# Brandon League
Brandon Paul League (né le 16 mars 1983 à Sacramento, Californie, États-Unis) est un lanceur droitier de baseball. 
Il évolue en Ligue majeure de baseball de 2004 à 2014. Ce lanceur de relève compte une sélection au match des étoiles, en 2011 comme représentant des Mariners de Seattle.

## Carrière

### Blue Jays de Toronto
Brandon League est repêché le 5 juin 2001 par les Blue Jays de Toronto. Il débute en Ligue majeure le 21 septembre 2004.

### Mariners de Seattle
Il est échangé le 23 décembre 2009 aux Mariners de Seattle en retour du lanceur droitier Brandon Morrow.
En juillet 2011, League honore sa première sélection pour le match des étoiles après s'être acquitté avec succès de sa nouvelle tâche de stoppeur de l'équipe. Il termine la saison avec 37 sauvetages et a donc protégé plus de la moitié des victoires (67) des Mariners cette année-là. Sa moyenne de points mérités s'élève à 2,79 en 61 manches et un tiers lancées.
League perd ses 5 décisions pour Seattle en 2012 et sa moyenne de points mérités est plus élevée : 3,63 en 44 manches et deux tiers lancées en 46 parties.
Le 6 juin 2012, le lanceur partant Kevin Milwood et les releveurs Charlie Furbush, Stephen Pryor, Lucas Luetge, Brandon League et Tom Wilhelmsen unissent leurs efforts à Los Angeles pour lancer un match sans coup sûr combiné des Mariners contre les Dodgers.

### Dodgers de Los Angeles
À l'approche de la date limite des transactions dans le baseball majeur en 2012, des rumeurs circulent et envoient notamment League chez les Angels de Los Angeles ou les Giants de San Francisco. Ce sont finalement les rivaux de ces derniers, les Dodgers de Los Angeles, qui transigent avec les Mariners le 31 juillet pour acquérir le releveur en retour du voltigeur Leon Landry et du lanceur droitier Logan Bawcom, tous deux joueurs en ligues mineures. League n'a aucune victoire, cinq défaites, neuf sauvetages et une moyenne de points mérités de 3,63 en 44 manches et deux tiers avec Seattle au moment de l'échange. En 27 manches et un tiers lancées pour les Dodgers, sa moyenne n'est que de 2,30 avec 6 sauvetages. Il termine la saison 2012 avec une moyenne de 3,13 et 15 matchs sauvegardés, deux victoires et six défaites. Le 30 octobre, les Dodgers font signer à League un contrat de trois saisons.
Il amorce la saison 2013 comme stoppeur des Dodgers, mais est remplacé en juin par son coéquipier Kenley Jansen. À ce moment, il a une moyenne de 6 points mérités accordés par partie et vient de saboter deux des quatre dernières avances qui lui ont été confiées. Sa première saison complète à Los Angeles est une déception : en 54 manches et un tiers lancées en 58 sorties, sa moyenne de points mérités s'élève à 5,30. Il gagne 6 rencontres, en perd 4 et réalise 14 sauvetages avant de perdre le poste de stoppeur. Il n'est pas utilisé par les Dodgers durant les séries éliminatoires qui suivent.